# Alfa Romeo Mille AF e F/PD
Il Mille AF ed il Mille F\PD sono stati dei modelli di filobus prodotti dall'Alfa Romeo dal 1963 al 1964. Sono stati gli ultimi modelli di filobus fabbricati dall'Alfa Romeo.
La configurazione di questi filobus era simile a quella del modello di autobus Alfa Romeo Mille AU7. Gli ultimi esemplari sono stati radiati nel 1985. Questi modelli di filobus sono stati utilizzati a Milano, La Spezia e Venezia. Un modello collegato al “Mille AF” ed al “Mille F\PD” fu il Mille Aerfer, che fu in servizio a Napoli.

## Carrozzerie ed esemplari prodotti
Le versioni prodotte per l'ATM di Milano furono:
- Mille F/PD carrozzata da SEAC-TIBB: 20 esemplari costruiti nel 1963;
- Mille F/D carrozzata da SEAC-CGE: 20 esemplari costruiti dal 1963 al 1964.

## Caratteristiche tecniche
La propulsione era fornita dai motori TIBB GLM 1304c o CGE CV 1227 A, che erogavano una potenza, rispettivamente, di 170 CV e 164 CV.  L'avviamento era automatico SACf per i TIBB o MRA-E1 per i CGE. La posizione del volante era a destra.